# 日基里萨
日基里萨（葡萄牙語：Jiquiriçá）是巴西巴伊亚州的一个市镇。总面积236.255平方公里，总人口12724人，人口密度53.9人/平方公里。